# کوونات-بورووه
کوونات-بورووه (به لهستانی:  Kownaty-Borowe) یک روستا در لهستان است که در گمینا اویژنگ واقع شده‌است.